# كونج يي
كونج يي (بالصينية: 龔一) هو موسيقي صيني، ولد في 1941.

## وصلات خارجية
- كونج يي على موقع ميوزك برينز (الإنجليزية)